# Црнокљуни тетреб
Црнокљуни тетреб или шарени тетреб (лат. Tetrao urogalloides) је велика птица из породице тетреба, која је блиско сродна веома распрострањеној врсти велики тетреб. То је врста која живи у тајгама источне Русије у великим шумама ариша, као и у деловима северне Монголије и Кине.

## Опис
Црнокљуни тетреб је сличан великом тетребу, осим што је нешто мањи, има нешто дужи реп и краћи кљун. Претежно је црне боје са великим белим мрљама на врху репа и на крилима. Женка је слична женки великог тетреба, осим што је тамнија, без црвекастих делова на врату и грудима и са више видљивим белим пегама на крилима. Њихов глас је сличан пуцкетању са низом кликова, док је у време парења глас сличан кукурикању петла али је мање звонак.
Тежина мужјака је од 3,2 до 4,6 кг, а женки 1,7-2,2 кг. Дужина мужјака је 65-90 цм, а женки 55-65 цм. Распон крила је 80-110 цм.
Као и сви тетреби храни се материјама биљног порекла (бобице, пупољци, семе) и бескичмењацима. Зими једе борове иглице.